# Кепебулак
Кепебулак (каз. Кепебұлақ, до 199? г. — Бодеты) — село в Уйгурском районе Алматинской области Казахстана. Входит в состав Кетменского сельского округа. Находится примерно в 77 км к востоку-юго-востоку (ESE) от села Чунджа, административного центра района. Код КАТО — 196645200.

## Население
В 1999 году население села составляло 621 человек (313 мужчин и 308 женщин). По данным переписи 2009 года, в селе проживало 579 человек (288 мужчин и 291 женщина).